# Ossian (zespół muzyczny)
Ossian – węgierski zespół heavymetalowy.

## Historia
Zespół został założony w 1986 roku przez wokalistę Endre Paksiego i gitarzystę Zoltána Maróthyego. Pierwszy album studyjny zespołu, Acélszív, został wydany dwa lata później przez Magyar Hanglemezgyártó Vállalat. Na przełomie lat 80. i 90. Ossian był jednym z najpopularniejszych węgierskich zespołów metalowych, a wiele piosenek – w tym Acélszív, Sörivók, A rock katonái – stało się popularnych nie tylko na Węgrzech, ale także w obszarach przygranicznych zamieszkałych przez Węgrów.
Zespół rozpadł się w 1994 roku z powodu różnic muzycznych i ludzkich, wtedy też udzielono pożegnalnego koncertu w Petőfi Csarnok. Po rozpadzie grupy trzech jej muzyków – gitarzysta Zoltán Maróthy, basista Gábor Vörös i perkusista Csaba Tobola, założyło zespół Fahrenheit. Paksi zaś wspólnie z gitarzystą zespołu Slogan, Robem Juhászem, założył zespół Wellington.
14 czerwca 1998 Paksi udzielił w E-klub koncertu z okazji 10 rocznicy pierwszego albumu studyjnego Ossian. Koncert cieszył się większym zainteresowaniem, niż zakładano. Rok później Ossian, w nowym składzie, wydał pierwszy studyjny album po powrocie. Punktem zwrotnym okazał się album z 2001 roku, Titkos ünnep, który był w stanie przekonać starych fanów do nowego składu. Mimo krytycznych głosów Ossian zaczął umacniać swoją pozycję wśród czołowych węgierskich zespołów heavymetalowych.

## Skład

### Obecny
- Endre Paksi – wokal (1986–1994, 1998–)
- Attila Wéber – gitata (2000–)
- Richárd Rubcsics – gitara (1998–)
- Krisztián Erdélyi – gitara basowa (2001–)
- Péter Hornyák – perkusja (1998–)

### Dawny
- Zoltán Maróthy – gitara, wokal (1986–1994)
- T. Péter Kovács – gitara basowa (1986–1987)
- Zsolt Galántai – perkusja (1986–1989)
- László Pálvölgyi – gitara basowa (1987–1989)
- Gábor Vörös – gitara basowa (1989–1994)
- Zoltán Nagyfi – perkusja (1989–1990)
- Csaba Tobola – perkusja (1990–1994)
- Péter Ivanov – gitara basowa (1998–1999)
- Zoltán Cserfalvi – gitara (1998–2000)
- Viktor Jakab – gitara basowa (1999–2001)

## Dyskografia
| Rok  | Album                | Typ        | Wytwórnia      | Mahasz Top 40 | Rok wznowienia |
| ---- | -------------------- | ---------- | -------------- | ------------- | -------------- |
| 1986 | Demo 86              | demo       |                |               |                |
| 1987 | Demo 87              | demo       |                |               |                |
| 1988 | Acélszív             | studyjny   | Hungaroton     |               | 2002           |
| 1989 | Félre az útból       | studyjny   | Hungaroton     |               | 2002           |
| 1990 | A rock katonái       | studyjny   | Hungaroton     |               | 2003           |
| 1991 | Ítéletnap            | studyjny   | Hungaroton     | 1             | 2003           |
| 1992 | Kitörés              | studyjny   | Hungaroton     | 8             |                |
| 1992 | Ossian 86-92         | kompilacja | Hungaroton     | 40            |                |
| 1993 | Emberi dolgok        | studyjny   | Hungaroton     | 7             |                |
| 1994 | Keresztút            | studyjny   | Hungaroton     | 12            |                |
| 1998 | Koncert              | koncertowy | Hammer Records |               |                |
| 1999 | Az utolsó lázadó     | EP         | Hammer Records |               |                |
| 1999 | Fémzene              | studyjny   | Hammer Records |               |                |
| 2000 | Gyújtópontban        | studyjny   | Hammer Records |               |                |
| 2001 | Titkos ünnep         | studyjny   | Hammer Records | 7             |                |
| 2002 | Árnyékból a fénybe   | studyjny   | Hammer Records | 6             |                |
| 2003 | Hangerőmű            | studyjny   | Hammer Records | 4             |                |
| 2004 | Tűzkeresztség        | studyjny   | Hammer Records | 1             |                |
| 2005 | A szabadság fantomja | studyjny   | Hammer Records | 2             |                |
| 2006 | Létünk a bizonyíték  | koncertowy | Hammer Records |               |                |
| 2006 | A lélek hangja       | kompilacja | Hammer Records |               |                |
| 2007 | Örök tűz             | studyjny   | Hammer Records | 1             |                |
| 2008 | Küldetés             | studyjny   | Hammer Records | 3             |                |
| 2009 | Best of 1998-2008    | kompilacja | Hammer Records | 8             |                |
| 2009 | Egyszer az életben   | studyjny   | Hammer Records | 1             |                |
| 2011 | Az lesz a győztes    | studyjny   | Hammer Records |               |                |
| 2013 | A tűz jegyében       | studyjny   | Hammer Records | 1             |                |

### Albumy koncertowe
- Koncert (VHS, 1998)
- Létünk a bizonyíték (DVD, 2006)